# Rubus florifolius
Rubus florifolius är en rosväxtart som beskrevs av Liberty Hyde Bailey. Rubus florifolius ingår i släktet rubusar, och familjen rosväxter. Inga underarter finns listade i Catalogue of Life.